# 横尾道男
横尾 道男（よこお みちお、1956年2月 - ）は日本のアニメ映画のプロデューサー。山形県出身。元・徳間書店勤務。

## 経歴
アニメージュ編集部を経て関連事業本部ビデオ版権事業部課長を務めた。

## 代表作
| 公開年 | 公開年  | 作品名           | 制作（配給）                                       | 役職           |
| ------ | ------- | ---------------- | -------------------------------------------------- | -------------- |
| 1988年 | 4月16日 | となりのトトロ   | 徳間書店 スタジオジブリ （東宝）                   | 実行委員       |
| 1989年 | 7月29日 | 魔女の宅急便     | 徳間書店 ヤマト運輸 日テレ スタジオジブリ （東映） | 実行委員       |
| 1991年 | 7月20日 | おもひでぽろぽろ | 徳間書店 日テレ 博報堂 スタジオジブリ （東宝）     | プロデューサー |
| 1992年 | 7月18日 | 紅の豚           | 徳間書店 JAL 日テレ スタジオジブリ （東宝）        | プロデューサー |